# 弁護士・朝日岳之助
『弁護士 朝日岳之助』（べんごし あさひたけのすけ）は、1989年から2005年まで日本テレビ系「火曜サスペンス劇場」で放送されたテレビドラマシリーズ。全23回。原作は姉小路祐。主演は小林桂樹。

## キャスト

### 朝日法律事務所
朝日岳之助
演 - 小林桂樹
弁護士。自ら設立した朝日法律事務所の所長でもある。九州･熊本出身なので、時々なまりが出る。その仕事ぶりは花木からは慕われている。家族は妻を亡くし、息子である達也 と二人暮らしをしており、赤飯（達也の司法試験合格）を長らく待ち侘びていた。第13作で、亡くなった姉に頼まれ、親代わりをしていた周平が事務所に働く事になり、頭痛の種が増える事に。好物は辛子明太子。原作では元国鉄職員で国鉄労働組合の役員を勤めた経歴を持つ。スト権ストに絡む事件で無実の罪で起訴された組合仲間を救うべく国鉄を退職して弁護士を志して見事に司法試験に合格したが司法修習中にその仲間が死亡して弁護が出来なかった悔しさから冤罪事件に情熱を燃やす。その為か事件は殆どが刑事事件で収入の多い民事事件はやっておらず、事務所の台所事情を心配している達也や周平を度々困らせている。原作でも古い小さな木造住宅を自宅兼事務所にしていることや身なりもそれ相応に貧相な暮らしであることが強調されている。この他、自らが見抜いて犯行を認めた真犯人に対して（近く行われるであろう刑事裁判で）弁護人を引き受ける事を約束するシーンや投げやりな態度の被疑者や誠意ある弁護活動をしない他の弁護士に対して感情を露わにするシーンもあリ原作では「赤鬼の様な狂気じみた老人」とまで表現されている。
朝日達也
演 - 薬丸裕英（第1作 - 第12作）
岳之助の息子（原作では甥）。第1作では大学生であった。弁護士を目指し,司法試験を何回も受けるも合格できず、岳之助を困らせ、花木にはその事を突っ込まれる。岳之助の助手として、いつも働いている。節目である10回目の司法試験に落ちたショックで、自分探しの旅でロサンゼルスへ行ってしまう（第13作冒頭より）。
花木理恵
演 - 黒田福美（第2話 - 第16作）
経歴：地方検察庁（第1話 - 第7作）
→ 朝日法律事務所（第8話 - 第15作）
→ 花木法律事務所（第16作）
岳之助とは対立する側の検事だったが、第7作で弁護側の証言台に立ってしまったことで検事を辞め弁護士に転身。以降、岳之助の右腕的存在に。経緯の描写は無いが、第16作冒頭では朝日法律事務所から独立し「花木法律事務所」を開設していた。原作では第7作と違う理由で検事を辞職したり辞職後、無職の立場で達也と共に岳之助の助手を務めるシーンが描かれている。
朝日周平
演 - 林泰文（第13作 - 第23作）
岳之助の甥。尾道で、「山陽日日新聞」の新聞記者をしていたが、ある事件に関わったのが原因で整理部へ異動になった事をきっかけに辞職し、岳之助の事務所に調査員として働く（第13作）。「叔父さん」を連呼するのが癖で岳之助から「落ち着け」と窘められる。
兵藤圭太郎
演 - 榎木孝明（第16作 - 第23作）
岳之助とは対立する側の弁護士だったが、花木と入れ替わる形で岳之助の事務所で働くことになる。
栗原朋子
演 - 柴田理恵（第19話 - 第23作）
事務員。

### ゲスト
★（被告人）
◆（被害者）
第1作「真実の合奏」（1989年）
- 永島容子（ブティック店員） - 岩本千春
- 河本（検察官） - 大杉漣
- 塩川邦夫（12年前に殺人放火事件で無期懲役になり2か月前に仮釈放された男） - 佐藤仁哉 ★
- 灰野昌郎（元警備員） - 深水三章 ◆
- 満田隆二（興信所所員・元警視庁刑事） - 松山照夫
- 山形（警視庁日本橋警察署 刑事） - 吉澤健
- 警視庁日本橋警察署 刑事 - 木場勝己
- 塩川奈津子（塩川の妹） - 美保純

第2作「有罪率99%の壁」（1990年）
- 伊原美佳子（伊原の娘） - 川上麻衣子
- 竹之内浩（伊原鋳造 従業員・美佳子の恋人） - 池田政典 ★
- 伊原利雄（伊原鋳造 社長） - 仙波和之 ◆
- 伊原恒二（美佳子の叔父） - 吉澤健
- 船部八千代（船部の母） - 岩本多代
- 船部圭介（伊原鋳造 従業員） - 徳江一裕
- 徳岡（弁護士） -  森下哲夫

第3作「殺意の法廷」（1991年）
- 野々口雄次（バーテンダー・浩一の弟） - 西村和彦 ★
- 星崎（千葉県警船橋北警察署 刑事） - 江藤漢
- 野々口浩一（京葉市役所道路開発課 課長） - 越村公一
- 野々口幸代（浩一の妻） - 竹井みどり
- 乗松三喜夫（市会議員） - 門脇三郎 ◆
- 広川朱美（ホステス） - 須部浩美 ◆
- 将田知彦（検事） - 柴俊夫
- 工藤啓子、加藤和夫

第4作「考古学教室の殺人」（1992年）
- 仁堂裕美子（仁堂の娘） - とよた真帆 ★
- 前元敦史（東都大学文学部国文科 講師・裕美子の恋人） - 藤原稔三
- 堀内克己（東都大学文学部 講師・裕美子のもう一人の恋人） - 阿部祐二 ◆
- 小河浩介（助手） - 和田緑郎
- 仁堂忠男（東都大学 教授） - 梅野泰靖
- 守田比呂也、唐沢民賢

第5作「贅沢すぎる殺人」（1993年）
- 倉敷美紀子（倉敷の娘・アギーラの友人） - 白島靖代
- 倉敷照雄（倉敷金属工業 社長） - 笹野高史
- マテルダ（アギーラの妹） - ルビー・モレノ
- アギーラ（倉敷金属工業で働く留学生） - レックス・アンヘレス ★
- 柳田利一（人材派遣会社経営） - 白山照彦 ◆
- 糸塚茂（目撃者） - 倉崎青児
- 荒巻（検事） - 小沢象
- 刑事 - 坂西良太
- 波多野秋彦（倉敷金属工業 社員） - 高川裕也
- 小倉雄三、宮部昭夫

第6作「顔の見えない殺人者」（1995年）
- 新谷有紀（淳と孝の妹） - 小林恵
- 新谷淳（18歳） - 高良陽一 ★
- 速水行夫（タクシードライバー） - 倉崎青児
- 倉橋美和（咲子の親友） - 麻生侑里
- 新谷孝（淳と有紀の兄） - 倉田昇一
- 速水咲子（行夫の妻） - 須部浩美 ◆
- 新谷信彦（淳たちの父） - 佐々木勝彦
- 家庭裁判所調査官 - 荒谷公之
- 家庭裁判所裁判長 - 小寺大介
- 警視庁大井町警察署 刑事 - 坂西良太
- 検事 - 山本紀彦
- 地方裁判所裁判長 - 入江正徳

第7作「逆転証人」（1996年）
- 川村泰彦（遊園地の整備係） - 志村東吾 ★
- 石原夏世（泰彦の婚約者） - 椎名ルミ
- 榎本春夫（元刑事） - 日野陽仁 ◆
- 朋子（永橋の元妻） - 大塚良重
- 鳥居（花木検事の事務官） - 越村公一
- 吉田由紀（松崎の秘書） - 山崎夏菜
- 松崎範和（永橋の後輩・3年前死亡） - 市山登
- 一色孝史（花木検事の上司） - 荻島真一
- 永橋公介（泰彦の父・服役囚） - 木場勝己
- 警視庁角筈警察署 刑事 - 望月太郎
- 川村敏江（泰彦の母・永橋の前妻） - 平淑恵

第8作「ぼくは殺ってない」（1996年）
- 山添倫三郎（節子の夫） - 深水三章 ★
- 大下政行（市会議員・城道中学 PTA会長） - 浜田光夫
- 山添伸彦（山添と節子の息子） - 小林正善
- 北島哲夫（城道中学 体育教師） - 宮崎達也 ◆
- 野口（北島の同僚教師） - 熊谷美香
- 大下日出男（大下の息子・伸彦の同級生） - 多賀基史
- 沢村（岐阜地検 検事） - 清水章吾
- 山添節子（花木の高校時代の同窓生） - 根岸季衣

第9作「プラス「一」の悲劇」（1997年）
- 三村千晶（周平の娘） - 久我陽子
- 西尾信雄（西尾クッキングスクール 副理事長） - 草見潤平
- 望月晃一（ゴルフのレッスンプロ） - 日野陽仁
- 検事 - 坂西良太
- 吉沢幸一郎（西尾クッキングスクールの顧問弁護士・花木の元上司） - 白竜
- 野口佐和子（西尾謙助の愛人の娘） - つちだりか
- 杏子（クラブ「パラダイス」元ホステス） - 麻生侑里
- （クラブ「パラダイス」マネージャー） - 斉藤暁
- 前島映子（クラブ「パラダイス」ママ・周平の愛人） - 朝比奈順子 ◆
- 三村奈津子（周平の妻） - 日向明子
- 三村周平（西尾クッキングスクールの経理担当） - ベンガル ★

第10作「刑法第一三四条」（1997年）
- 小原良枝（野元と同アパートの住人・昌彦の異父姉） - 中島ひろ子
- 小原信男（良枝の実兄・服役中） - 倉崎青児
- 野元昌彦（五十嵐商事 社員・辻川の部下） - 田付貴彦 ◆
- 五十嵐京子（五十嵐商事 社長・五十嵐の妻） - 水木薫
- 堀内（台東中央警察署 刑事） - 清水昭博
- 五十嵐隆之（五十嵐商事 前社長・3年前死亡） - 児玉頼信
- 戸倉（検事） - 山本紀彦
- 藤崎（裁判長） - 若尾義昭
- 辻川圭一郎（五十嵐商事 社員） - 下條アトム ★
- 草野敏夫（警備員・台東中央警察署 元刑事） - 笹野高史

第11作「笑わせても殺さない」（1998年）
- 岸本玲子（久松の婚約者） - 滝沢涼子
- 進藤宏明（クラブ「マルガリータ」オーナー） - 高橋克実
- 佐久間孝史（医学部） - 浅野和之
- 中岡（検事） - 並樹史朗
- 岸本浩也（玲子の兄・15年前死亡） - 森野晶洋
- 奥村昭太（お笑い芸人） - なべやかん ★
- 大杉直人（奥村の相棒の芸人） - 斎藤陽一郎
- 久松健一郎（奥村と大杉が所属する芸能プロ社長） - 米山善吉 ◆
- 吉武敏雄（江東中央警察署 刑事） - 上杉祥三
- 澤村ゆかり、重松収、雨空トッポ・ライポ

第12作「殺意のささやき」（1999年）
- 吉岡明彦（正樹の弟） - 井田州彦
- 小池久美子（吉岡記念病院事務局） - 山下容莉枝
- 吉岡慎作（吉岡記念病院 理事長） - 前田昌明
- 佐伯（吉岡記念病院 顧問弁護士） - 望月太郎
- 内藤（刑事） - でんでん
- 仁科宏美（正樹の婚約者・銀行頭取の娘） - ひがし由貴 ◆
- 橋爪（歯科医） - 小久保丈二
- 検事 - 坂西良太
- 刑事 - 藤岡大樹
- 吉岡正樹（吉岡記念病院 外科医） - 冨家規政
- 柏木僚子（吉岡記念病院 看護婦・正樹の愛人） - 水島かおり ★
- 唐沢潤、竹本純平

第13作「温情捜査」（1999年）
- 野崎葉子（徳治郎の娘・稔の妻） - 白島靖代
- 松岡高史（松岡造船 副社長・市議選に出馬予定） - 大城英司
- 山陽日日新聞社 支局長 - 藤井びん
- 片桐要一（6年前死亡） - 保井健
- 検事 - 信実一徳
- 溝口恒夫（借金の取り立て屋・元愛媛県警刑事） - 清水宏 ◆
- 町田伸郎（朝日周平とは高校時代からの友人） - 彦摩呂 ★
- 野崎稔（漁師・婿養子で旧姓「及川」） - 竹本孝之
- 町田絹代（伸郎の母） - 岩本多代
- 野崎徳治郎（渡船の船長・溝口の元先輩刑事） - 前田吟
- 唐沢民賢、濱近高徳、浜田道彦

第14作「再審」（1999年）
- 佐伯美咲（美容師・志保の連れ子） - 菊池麻衣子
- 佐伯裕一（亮介と先妻の息子） - 池田政典
- （警視庁八王子北警察署 刑事） - 坂西良太
- 日下部（佐伯美容専門学校 総務部長） - 小林すすむ
- 溝口（警視庁八王子北警察署 刑事） - 山上賢治
- Jリーグチームの関係者 - 和田圭市
- 裁判長 - 福島勝美
- 池ノ上禄郎（池ノ上法律事務所 弁護士・元判事） - 大地康雄
- 佐伯亮介（佐伯美容専門学校 前理事長・6年前死亡） - 望月太郎 ◆
- （路上ライブのグループ） - ブルーエンジェル
- 森山邦彦（佐伯家の隣家の中学生・6年前の自転車の少年） - 内野謙太（幼少期：佐々木和彦）
- 野島（検事） - 山崎一
- 前島春代（信孝の母） - あき竹城
- 前島信孝（6年前の佐伯亮介殺害容疑で服役中・美咲の恋人） - 榊原利彦 ★
- 佐伯志保（佐伯美容専門学校 理事長・亮介の後妻） - 長山藍子

第15作「北上川殺人暮色」（2000年）
- 三上紀雄（マリンショップ経営者・有紀子の弟） - 斉藤陽一郎 ★
- 検事 - 朝倉杉男
- ヒロミ（ホステス・渡部の元同棲相手） - 熊谷美香
- 宮原健太（有紀子の息子） - 山辺悠太
- 宮原功一（有紀子の夫・仲買人） - 永島敏行
- 三上正太郎（有紀子と紀雄の父・網漁船「三光丸」元船長・7年前死亡） - 市原清彦
- 渡部伸也（警備員・元海上保安庁職員） - 草見潤平 ◆
- 本橋一己（紀雄のマリンショップの共同経営者） - 緒形幹太
- 坂崎史朗（ベンチャービジネス） - 山田辰夫
- 宮原有紀子（石巻漁港勤め） - 伊藤蘭

第16作「緊急発砲」（2001年）
- 中野和明（蒲田南警察署地域課 巡査） - 大鶴義丹 ★
- 藤谷伸也（窃盗犯・故人） - 鈴木武次郎 ◆
- 律子（弁護士・兵藤圭太郎の助手） - 大塚良重
- 住職 - 相馬剛三
- 井口恭子（井口の娘・中野の婚約者・2年前刺殺） - 七森美江
- 藤谷靖子（伸也の母） - 永島暎子
- 畑野（監察官） - 坂西良太
- 利根（裁判長） - 山上賢治
- 三輪孝史（プレス工） - 松田洋治
- 井口耕作（蒲田南警察署地域課 課長・中野の上司） - 綿引勝彦

第17作「開かずの扉」（2002年）
- 山野容子（町工場従業員・山野の娘） - 有森也実 ◆
- 江口礼子（弁護士） - 山村美智
- 坂本崇（痴漢容疑で逮捕） - 有薗芳記
- 及川啓介（容子の恋人） - 菊池隆則
- 佐伯澄江（佐伯の妻） - 福井裕子
- 根来（刑事） - 木村栄
- 佐伯総一郎（電気工務店店主） - 河原さぶ ★
- 吉松良作（15年前絞殺） - 小倉馨
- 検察官 - 井上浩
- 山野邦夫（電気工・吉松良作殺害容疑で服役し刑期を終え出所） - 井川比佐志
- 野平ゆき、伊藤幸純

第18作「逃亡」（2003年）
- 吉野悠子（吉野の妻） - 宮崎美子
- 中井宣明（漁師・悠子の弟） - 東根作寿英 ★
- 検事 - 吉見一豊
- 小宮山慶一（金融ブローカー・3年前死亡） - 久保酎吉 ◆
- 吉野裕一（吉野と悠子の息子） - 稲田英幸
- 滝口浩也（滝口水産加工 社長・中井の中学時代からの仲間） - 大城英司
- 吉野匡（ホエールウォッチング船経営） - 佐戸井けん太
- 五月晴子、服部妙子、水木薫

第19作「死亡時刻の罠」（2003年）
- 江森加奈子（啓介の後妻・孝史の継母） - 丘みつ子
- 江森孝史（啓介と前妻の息子） - 大浦龍宇一
- 谷口宏美（麻子の娘・孝史の恋人） - 持田真樹
- 谷口麻子（家具会社部長・4日前死亡） - 銀粉蝶
- 橋爪保（昌也の秘書） - 田口主将
- 検事 - 内田勝正
- 渋谷東警察署 刑事 - 下塚誠
- 江森啓介（家具会社前社長・昨年死亡） - 石山雄大
- 木村芳恵（家具会社社員） - 中上ちか
- 裁判長 - 伏見哲夫
- 湘南平病院 医師 - 能見達也
- 谷口昌也（家具会社社長・麻子の弟・宏美の叔父） - 新藤栄作
- 安田暁、濱田和幸、小杉幸彦、清河寛

第20作「墜ちた向日葵」（2003年）
- 房野麻紀子（弁護士） - いしだあゆみ
- 房野麻美（柏木と麻紀子の娘・旅行会社勤務） - 遊井亮子
- 坂東敏夫（コソ泥） - 酒井敏也
- 前島昭弘（絹江の息子） - 藤重政孝
- 竹之内史子（信孝の婚約者） - 谷川清美
- 藤崎信一（信孝の兄） - 鈴木修平
- 藤崎信孝（昭弘の勤務先の上司） - 二反田雅澄
- 柏木総太郎（麻紀子の別れた夫） - 深水三章
- 裁判長 - 平野稔
- 沖原（八王子西警察署 刑事） - 井上康
- 前島絹江（定食屋「ひさご」女将） - 宇津宮雅代
- 須藤雅宏、松山鷹志、日比野玲

第21作「空白の時間」（2004年）
- 新山昌江（傷害致死の罪で起訴・吉岡の愛人） - かとうかずこ
- 新山浩也（昌江と吉岡の息子） - 青木康
- 吉岡亮介（吉岡設計事務所 社長・婿養子） - 望月太郎
- 新山絹代（昌江の母） - 南田洋子
- 中田弘子（吉岡理一郎の妹） - 久松夕子
- 野口律子（吉岡設計事務所 社員） - 山内紅実
- 榊原研作（吉岡設計事務所 社員） - 松澤一之
- 吉岡美奈子（吉岡の妻） - 山口果林
- 渡嘉敷勝男、山野史人、江良潤、近童弐吉

第22作「死者の人権」（2004年）
- 木下信子（則夫の姉） - 栗原小巻
- 前川弘美（則夫の娘・仕出屋） - 国分佐智子
- 臼井（横浜港警察署 刑事） - 丸岡奨詞
- 脇坂亮一（街金業者） - 樋浦勉
- 山木稔（前川の後輩） - 水島涼太
- 池添正史（弁護士） - 飯山弘章
- 脇坂美奈代（脇坂の妻） - 栗田よう子
- 松林（社長） - 野添義弘
- 及川昌子（秘書） - 川田しのぶ
- 前川則夫（強盗殺人事件の容疑者・水道配管工） - 中西良太
- 木下修治（木下工業所 経営者・信子の夫） - 秋野太作
- 春海四方、野口かおる、加瀬慎一、唐沢民賢

第23作「声なき声」（2005年）
- 北見有子（北見法律事務所 弁護士・兵藤圭太郎の大学の1期先輩） - 藤真利子
- 北見恵子（有子の娘・御茶ノ水法律専門学校 学生） - 山田麻衣子
- 倉持満夫（3年前の殺人事件で無罪になった元被告・「Fit Care DEPOT」店員） - 高杉瑞穂
- 新谷直美（有子の助手） - 宍戸美和公
- 保坂良枝（美容師・和枝の妹） - すほうれいこ
- 「Fit Care DEPOT」店員で倉持の元恋人 - 須ノ内美帆子
- 久保田（警視庁滝野川中央警察署 刑事） - 坂西良太
- 検事 - 中根徹
- 裁判長 - 森下哲夫
- 保坂和枝（倉持のアリバイ証言者・去年病死） - 立石由衣
- バーテン - 山田太一
- 高野亮子（禄郎と昌子の娘・3年前死亡） - 奈良崎まどか
- 高野昌子（禄郎の妻） - 赤座美代子
- 高野禄郎（倉持満夫殺害容疑で逮捕される） - 寺田農

## スタッフ
- 原作 - 姉小路祐
- 企画 - 小坂敬、長富忠裕、酒井浩至
- 脚本 - 中島玲子（第1作）、峯尾基三（第2作 - 第23作）
- 音楽 - 福井峻（第1作 - 第6作）、丸谷晴彦（第7作 - 第10作）、大谷和夫（第11作）、糸川玲子（第12作 - 第23作）
- 監督 - 藤井克彦、田中登、一倉治雄、前田陽一、杉村六郎
- 構成 - 宮川一郎（第1作）
- 法律監修 - 小木佳苗
- 撮影 - 坂本典隆、相原義晴、緒方博、笹村彰、湯本秀広
- 選曲 - 合田豊、長沼寛
- 効果 - 糸川幸良、橋本正二
- 技術協力 - オーエイギャザリング、テイクシステムズ
- 美術協力 - KHKアート、山崎美術、高津装飾美術
- ポスプロ - 共同テレビジョン、映広
- スタジオ - 東宝ビルト、府中多摩スタジオ
- 音楽協力 - 日本テレビ音楽
- チーフプロデューサー - 重松修、佐藤敦、増田一穂、梅原幹
- プロデューサー - 田中芳樹（日本テレビ）、大塚恭司（日本テレビ）、服部比佐夫（日本テレビ）、西牟田知夫（日本テレビ）、大野哲哉（日本テレビ）、平松弘至（国際放映）
- 制作・著作 - 国際放映
- 制作 - 日本テレビ

## 放送日程
| 話数 | 放送日         | サブタイトル                                                                 | 原作                 | 脚本     | 監督     | 視聴率 |
| ---- | -------------- | ---------------------------------------------------------------------------- | -------------------- | -------- | -------- | ------ |
| 1    | 1989年10月17日 | 真実の合奏                                                                   | 『真実の合奏』       | 中島玲子 | 藤井克彦 | 18.3%  |
| 2    | 1990年05月29日 | 有罪率99%の壁〜逆転判決に賭けた叫び〜                                        | 『有罪率99％の壁』   | 峯尾基三 | 藤井克彦 | 20.8%  |
| 3    | 1991年10月22日 | 殺意の法廷                                                                   | 『殺意の法廷』       | 峯尾基三 | 前田陽一 | 13.9%  |
| 4    | 1992年08月11日 | 考古学教室の殺人                                                             | 『赤い無罪』         | 峯尾基三 | 藤井克彦 | 15.5%  |
| 5    | 1993年12月21日 | 贅沢すぎる殺人〜悲しき外国人労働者、豊かすぎる国ニッポン〜                   | 『黄金の国の殺人者』 | 峯尾基三 | 藤井克彦 | 19.1%  |
| 6    | 1995年01月10日 | 顔の見えない殺人者〜凶悪少年の無罪を叫ぶセーラー服の依頼人〜                 | 『走る密室』         | 峯尾基三 | 田中登   | 18.5%  |
| 7    | 1996年01月16日 | 逆転証人〜殺人現場を移動させた女、3年の嘘を暴く3センチのズレ〜               | 『逆転証拠』         | 峯尾基三 | 田中登   | 17.0%  |
| 8    | 7月16日        | ぼくは殺ってない〜父は子を殺人犯と疑い、子は父だと確信した〜                 |                      | 峯尾基三 | 田中登   | 18.1%  |
| 9    | 1997年03月04日 | プラス「一」の悲劇〜人生を金で売る二億円の男と一千万円の男〜                 |                      | 峯尾基三 | 田中登   | 18.2%  |
| 10   | 7月08日        | 刑法第一三四条〜弁護人は業務上知った秘密を漏らしてはならない〜               |                      | 峯尾基三 | 一倉治雄 | 16.6%  |
| 11   | 1998年02月17日 | 笑わせても殺さない〜100%クロでも相棒を信じる漫才師の友情〜                   |                      | 峯尾基三 | 杉村六郎 | 16.8%  |
| 12   | 1999年01月26日 | 殺意のささやき〜殺人を認めて自首したはずの女が逃亡―犯行時間20分の誤差〜      |                      | 峯尾基三 | 一倉治雄 | 19.0%  |
| 13   | 7月13日        | 温情捜査〜尾道水道に流れこんだ浮遊死体の首に二重の圧迫痕が〜                 |                      | 峯尾基三 | 田中登   | 19.3%  |
| 14   | 12月28日       | 再審〜ビデオと傘が証明した6年目の真実〜                                      |                      | 峯尾基三 | 田中登   | 15.8%  |
| 15   | 2000年09月19日 | 北上川殺人暮色〜妻を狂わす鉄パイプの血痕のズレ、海難事故の真相は金の成る木〜 |                      | 峯尾基三 | 田中登   | 11.2%  |
| 16   | 2001年07月10日 | 緊急発砲〜通り魔に殺された深紅の花嫁! 匿名通報者が震えた威嚇射撃90度のズレ〜 | 『緊急発砲』         | 峯尾基三 | 田中登   | 15.6%  |
| 17   | 2002年08月27日 | 開かずの扉〜妻の遺骨に祈るウソ―痴漢容疑から解放された男の15年前の遺留指紋〜  |                      | 峯尾基三 | 田中登   | 12.3%  |
| 18   | 2003年02月18日 | 逃亡〜よさこい祭りを血で染めた無実の叫び〜                                   |                      | 峯尾基三 | 田中登   | 20.2%  |
| 19   | 5月20日        | 死亡時刻の罠                                                                 |                      | 峯尾基三 | 田中登   | 18.5%  |
| 20   | 9月09日        | 墜ちた向日葵                                                                 |                      | 峯尾基三 | 田中登   | 16.4%  |
| 21   | 2004年02月10日 | 空白の時間                                                                   |                      | 峯尾基三 | 田中登   | 15.9%  |
| 22   | 12月14日       | 死者の人権〜サボテンの培養士が明かす殺人現場の先客―冤罪を叫んだ死者の日記〜  |                      | 峯尾基三 | 田中登   | 14.4%  |
| 23   | 2005年05月10日 | 声なき声〜娘の命日に父が裁いた冤罪 被害者人権派女弁護士が背負う2つの十字架〜 |                      | 峯尾基三 | 田中登   |        |

- 視聴率はビデオリサーチ調べ、関東地区・世帯